# Mary Devens

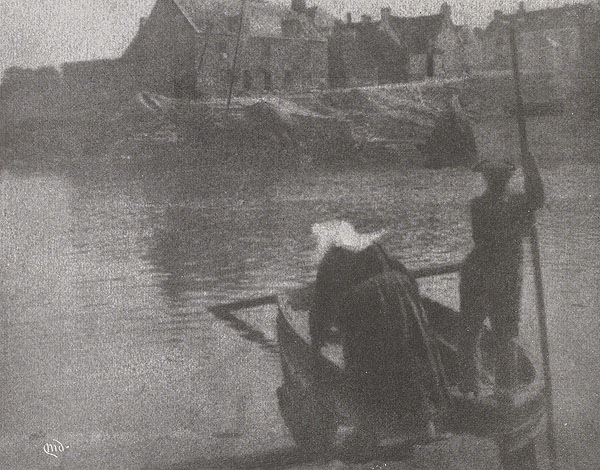
The Ferry, Concarneau, Camera Work, 1904

Mary Devens (Ware, Massachusetts, 17 mei 1857 - Cambridge, Massachusetts, 13 maart 1920) was een Amerikaans fotografe. Ze behoorde tot de stroming van het picturalisme.

## Leven en werk
Mary Devens werd al op jonge leeftijd gegrepen door de fotografie en raakte geïnteresseerd in het werken met gomdruk en patinumdruk, technieken die ze uiteindelijk tot in de perfectie zou beheersen. In 1896 gaf ze een cursus in de 'Cambridge Photographic Club', waar ze streekgenoot Fred Holland Day leerde kennen.
Fred Holland Day introduceerde Devens in 1898 bij Alfred Stieglitz, met wie ze vervolgens jarenlang zou blijven corresponderen. Rond 1900 begin ze met succes te exposeren, onder andere bij de 'The New School of American Photography' en gaf ze ook veelvuldig lezingen over de kunst van de fotografie. In 1900-1901 maakte ze ook een reis naar Europa, waar ze kennismaakte met Edward Steichen en Robert Demachy, die erg van haar werk onder de indruk waren. Ze nam deel aan een door Frances Benjamin Johnston in Parijs georganiseerde expositie van vrouwelijke fotografen.
In 1902 werd ze gekozen tot lid van de Britse fotoclub 'Linked Ring' en in datzelfde jaar was ze betrokken bij de oprichting van Stieglitz 'Photo-Secession'. In 1904 publiceerde ze ook enkele foto’s in Stieglitz toonaangevende fototijdschrift Camera Work, in 1905 exposeerde ze nog in diens Galerie 291 te New York. Daarna werd het echter stil rond haar persoon en is er geen verder werk meer van haar bekend.
Devens overleed in 1920, op 62-jarige leeftijd.

## Galerij

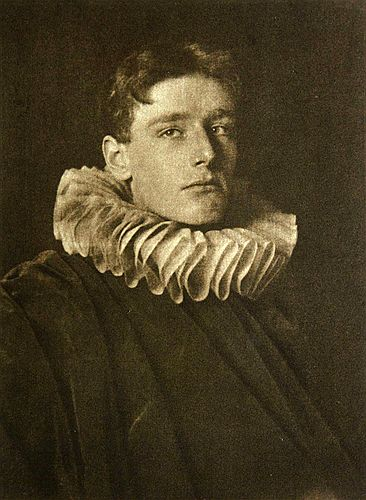
Portrait in style of Van Dyck, 1899
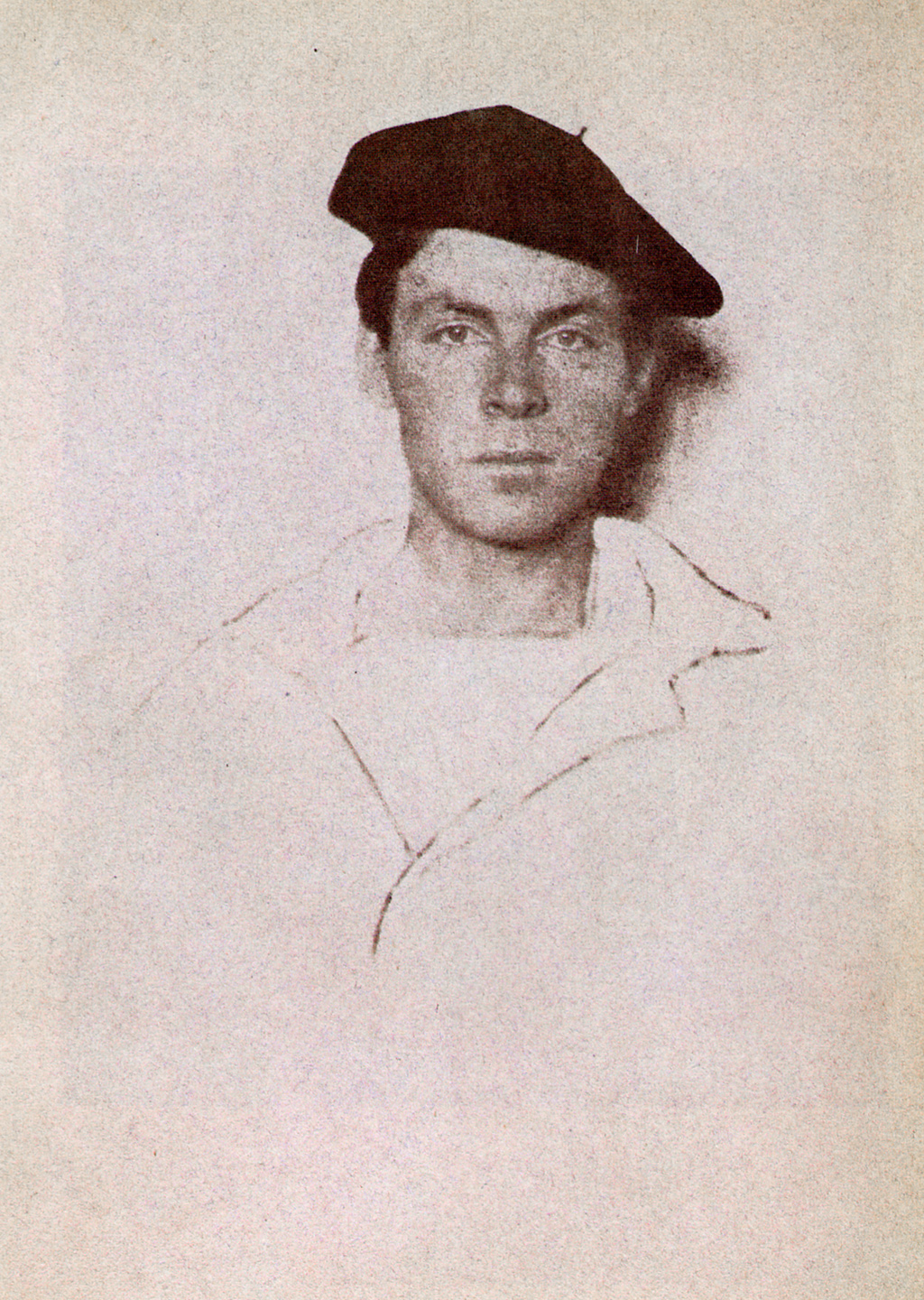
Charcoal Effect, 1901, gepubliceerd in Camera Notes 1902
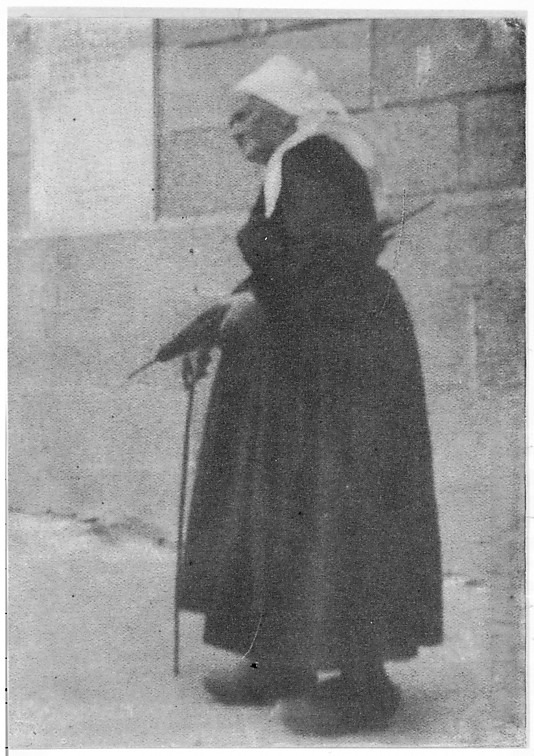
La Grandmère, 1900